# Raparna byrsopa
Raparna byrsopa är en fjärilsart som beskrevs av Oswald Beltram Lower 1903. Raparna byrsopa ingår i släktet Raparna och familjen nattflyn. Inga underarter finns listade.